# Desire (manga)
Desire (ヤバイ気持ち?, Yabai Kimochi) è un manga di genere yaoi scritto da Maki Kazumi ed illustrato da Yukine Honami. È stato pubblicato in volume unico nel 2001, mentre la versione in inglese, etichettata come vietata ai minori di 18 anni, è di tre anni dopo. 
La storia si compone di quattro capitoli, più un episodio speciale d'epilogo intitolato Not That Deviant e due capitoletti finali intitolati Free Talk che raffigurano un colloquio tra l'autore ed alcuni tra i personaggi del manga.

## Trama
Toru è un ragazzo di liceo estremamente introverso e timido che si trova ad avere una cotta per Ryoji, uno dei membri più popolari della squadra di nuoto ben noto per le sue scappatelle. A complicare ulteriormente la situazione c'è il fatto che i due sono amici stretti da molto tempo, il che costringe Toru a nascondere i suoi veri sentimenti continuando a fingere di essere solo quello che è sempre stato ai suoi occhi, cioè nient'altro che un caro amico.
Il ragazzo si trova così diviso tra il suo amore inespresso ma sempre più forte per Ryoji e l'apparenza indifferente che deve mantenere quotidianamente ogniqualvolta lo incontra. Ma tutto improvvisamente sembra cambiare quando un giorno, senza alcun preavviso, Ryoji fa una proposta esplicita a Toru, chiedendogli se sarebbe disposto a fare qualche esperienza di tipo sessuale con lui. 
Ryoji ammette inoltre senza esitazione che durante i rapporti con la sua ragazza gli capitava spesso di pensare a lui, il che gli suscitava un grandissimo desiderio. A seguito delle pressioni di Ryoji il ragazzo accetta, pur non essendo ancora sicuro dei sentimenti autentici provati dall'amico nei suoi confronti. Il tempo passa e Toru si rende conto  sempre più che per Ryoji questa relazione è stata solamente un'avventura dettata dalla curiosità, non certo da una reale attrazione romantica.  
Toru è molto depresso dalla situazione, e confida il suo tumulto emotivo ad un altro amico, Kashiwazaki, poiché non è in grado di gestire da solo quest'amore a quanto pare non corrisposto. I due ideano così un piano per scoprire le reali intenzioni di Ryoji: decidono di fingersi reciprocamente innamorati e osservare la reazione del campione di nuoto.
Dopo esser venuto a conoscenza della presunta relazione sentimentale tra Toru e Kashiwazaki, Ryoji si arrabbia molto, dimostrandosi molto geloso dell'amico; prova infatti a fare di tutto per separarli. Il piano messo in atto a quanto pare ha funzionato alla perfezione, ma ora Toru si trova in grande imbarazzo, al centro d'un triangolo amoroso, poiché si rende conto che Kashiwazaki è in realtà da tempo realmente innamorato di lui, e capisce così di non essere stato l'unico ad aver nascosto i suoi veri sentimenti.